# Ricardo Zurita
Ricardo Alejandro Zurita García (Pariaguán, 10 novembre 2000) è un ciclista su strada venezuelano naturalizzato spagnolo, attivo con il team dilettantistico galiziano High Level-Gsport-Grupo Tormo. Professionista nella stagione 2022 con il team Drone Hopper-Androni Giocattoli, nello stesso anno ha corso, completandola, la Milano-Sanremo.

## Palmarès

### Altri successi
- 2021 (Gsport-Grupo Innova Tormo)

Clásica de Pascua-Ruta Xacobea
Gran Premio Villa de Fortuna
Gran Premio Ciudad de Vigo
- 2023 (Club Ciclista Padronés - Cortizo)

1ª tappa Tour de Landes (Aire-sur-l'Adour > Tartas)
- 2024 (Club Ciclista Padronés - Cortizo)

1ª tappa Memorial Sanroma (Almagro > Ermita Virgen de los Santos, Pozuelo de Calatrava)
Classifica generale Memorial Sanroma
Cinturón de La Mancha
3ª tappa Volta ciclista a Galicia (Xinzo de Limia > Xinzo de Limia)

## Piazzamenti

### Classiche monumento
- Milano-Sanremo

2022: 142º